# Loïc Le Meur

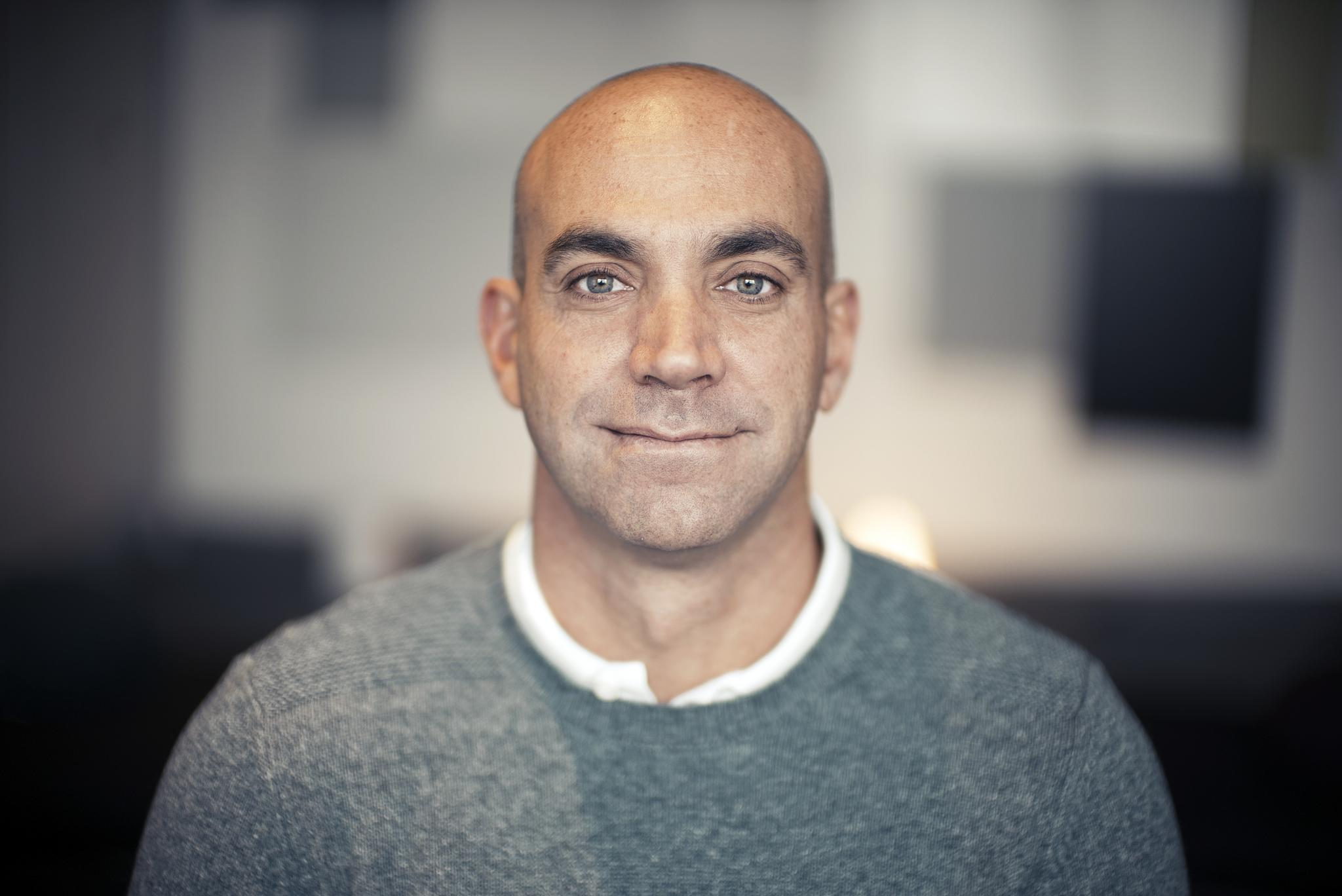
Loïc Le Meur 2014

Loïc Le Meur (* 14. Juli 1972) ist ein französischer Unternehmer und Blogger. Er arbeitete als Executive Vice President für die Region Europa, Nahost und Afrika (EMEA) für den Softwarehersteller Six Apart, nachdem dieser Le Meurs französisches Blog Ublog im Juli 2004 aufgekauft hatte. Ende 2006 wurde Le Meur zu einem bekannten Unterstützer des französischen Präsidentschaftskandidaten Nicolas Sarkozy und trat in Sarkozys Wahlkampfteam als Berater für internetbezogene Angelegenheiten ein.

## Leben
Im Jahr 1996 gründete Loïc Le Meur seine erste Firma, die interaktive Agentur B2L nach seinem Abschluss an der HEC Paris.
Gleichzeitig gründete er RapidSite France, das er zu dem führenden Webhoster für Kleinunternehmen in Frankreich machte. 1999 verkaufte er RapidSite an France Télécom, wo es Teil von Wanadoo wurde.
Ein Jahr später, im Jahr 2000, gründete er den application service provider Tekora.
Im Oktober 2003 kaufte er die französische Weblog-Hosting Firma Ublog von dessen Gründer Breton Stéphane Le Solliec. Nachdem Ublog unter seiner Führung größer wurde, verkaufte er es 2004 an Six Apart, wo er im Anschluss zum Executive Vice President ernannt wurde. Den Posten als EVP EMEA hielt er bis März 2007, als er ihn an seinen langjährigen Geschäftspartner Olivier Creiche übergab. Le Meur bleibt allerdings als Honorary Chair of Six Apart Europe der Firma erhalten.
Im Anschluss gründete er die Firma Seesmic. Für die erste Finanzierungsrunde konnte er namhafte Investoren finden, darunter TechCrunchs Michael Arrington, AOL-Mitgründer Steve Case und Ron Conway. Die dreizehnköpfige Investorenrunde, primär aus Business Angels bestehend, stellte insgesamt 6 Millionen Dollar zur Verfügung. Seesmic sollte zu einer Art Video-Twitter werden. Nach anfänglichem Erfolg musste das Team um Le Meur feststellen, dass das Wachstum stagnierte. 2009 verkündete Le Meur dann einen drastischen Wechsel der angebotenen Dienstleistung hin zu einem Twitter Client mit dem Namen Seesmic Desktop.
2015 gründete er Leade.rs, eine Vermittlungsplattform für Keynote speaker.

## Blogging
Le Meurs persönliches Weblog ist eines der reichweitenstärksten Blogs in Frankreich. Er ist zudem bekannt für die Veranstaltung der LesBlogs Blog Konferenzen in Paris, welche später in LeWeb umbenannt wurden. Seit 2004 ist er Teil des Teams, das hinter dem offiziellen World Economic Forum Weblog steht.
Im Dezember 2005 führte er das erste Podcast-Interview mit einem französischen Spitzenpolitiker, dem Innenminister Nicolas Sarkozy. Während AgoraVox, eine französische citizen-journalism-Website, das Interview als „Infotainment“ deklarierte, weil „Le Meur Fragen zu Softball gestellt hatte“ und kritisierte das Podcast-Interview als kostenlose Publicity Aktion für Sarkozy, Le Meur entgegnete, dass er nicht auf Konfrontationskurs sei und dass das Interview lediglich aus dem Bemühen Sarkozys entstand, dessen Bekanntheitsgrad in der jüngeren Bevölkerung zu steigern. Daraufhin interviewte Le Meur mehrere andere Politiker in weiteren Podcast-Episoden, darunter Dominique Strauss-Kahn und François Bayrou. Im September 2006 verkündete er dann seine Unterstützung für Sarkozy bei der französischen Präsidentschaftswahl 2007. François Bayrou, Nicolas Sarkozy und der israelische Politiker Shimon Peres sprachen daraufhin auf der von Le Meur organisierten Pariser LeWeb3-Konferenz im Dezember 2006.
Nachdem Sarkozy die Wahl gewonnen hatte und im November 2007 zu seinem ersten offiziellen Besuch zum Weißen Haus nach Washington flog, bot er Le Meur an ihn zu begleiten.

## Schriften
- mit Laurence Beauvais: Blogs pour les pros, Dunod, 2005 ISBN 2-10-049395-7
- mit Laurence Beauvais: La révolution podcast, Dunod, 2006 ISBN 2-10-050059-7